# Eternal Enemies
Eternal Enemies е шести студиен албум на метълкор групата Emmure. Издаден е на 15 април 2014 г. от Victory Records.

## Обща информация
На 18 февруари 2014 г. е публикуван списъка с всички песни. Заглавието на песента „Bring a Gun to School“ (Донеси оръжие в училище) предизвиква остро недоволство. Бившият китарист на групата Бен Лионети, който напуска през 2009 г., нарича Франки Палмъри „отвратително човешко същество“. Той потвърждава, че обмисля да заведе дело срещу Emmure, техният лейбъл и мениджмънт за неполучени пари за него и брат му Джо, бившият им барабанист. Песента по-късно е преименувана на „Untitled“ (Неозаглавена) в iTunes.
Албумът дебютира на 57-о място в Billboard 200, с 6475 продадени копия през първата седмица.

## Състав
- Франки Палмъри – вокали
- Джеси Кетив – китара
- Майк Мълхолънд – китара
- Марк Дейвис – бас
- Марк Кастийо – барабани

## Песни
| 1.    | Bring a Gun to School (*)                         | 1:39 |
| 2.    | Nemesis                                           | 2:52 |
| 3.    | N.I.A. (News in Arizona)                          | 3:29 |
| 4.    | The Hang Up                                       | 2:52 |
| 5.    | A Gift a Curse                                    | 4:10 |
| 6.    | E                                                 | 2:53 |
| 7.    | Like LaMotta                                      | 2:47 |
| 8.    | Free Publicity                                    | 2:21 |
| 9.    | Most Hated                                        | 2:58 |
| 10.   | Grave Markings                                    | 3:29 |
| 11.   | Hitomi's Shinobi                                  | 3:28 |
| 12.   | Rat King                                          | 2:34 |
| 13.   | Girls Don't Like Boys, Girls Like 40's and Blunts | 2:50 |
| 14.   | New Age Rambler                                   | 2:47 |
| 15.   | We Were Just Kids                                 | 3:38 |
| 44:47 |                                                   |      |

 (*) = Заглавието по-късно е променено на „Untitled“, поради противоречия.